# Albert Grau
Albert Grau (ur. 4 września 1837 w Kassel, zm. 24 kwietnia 1900 we Wrocławiu) – niemiecki architekt epoki historyzmu tworzący we Wrocławiu.

## Życiorys

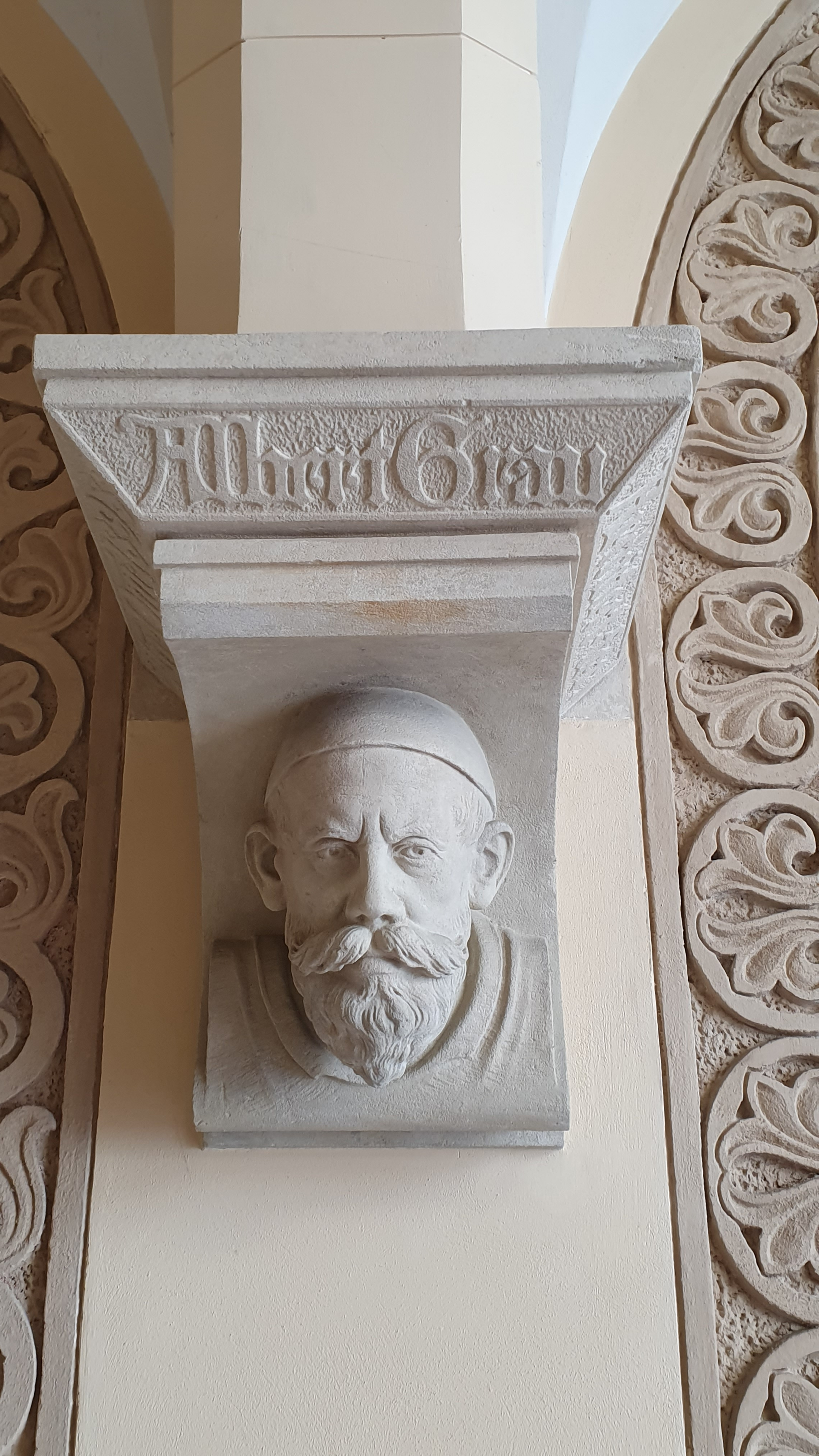
Popiersie Alberta Grau w sieni Pałacu Ballestremów we Wrocławiu

Pochodził z Kassel, gdzie ukończył Szkołę Rzemiosł. Jednym z jego nauczycieli był Georg Gottlob Ungewitter, jeden z najbardziej znanych wówczas w Niemczech przedstawicieli neogotyku. W latach 1855–68 pracował m.in. w Kolonii, Wiedniu i Paryżu. W 1868 przybył do Wrocławia jako członek zespołu Edwina Opplera nadzorującego prace budowlane Nowej Synagogi przy ul. Łąkowej. Po zakończeniu budowy synagogi działał od roku 1874 jako wolny architekt. Projektował głównie budowle rezydencjalne na zlecenia zamożnych mieszkańców miasta, w znacznej mierze pochodzenia żydowskiego oraz budowle użyteczności publicznej. Pod koniec życia swoje atelier architektoniczne prowadził razem z synem Erichem.

## Realizacje
We Wrocławiu:
- Pałac Ballestremów przy ul. Włodkowica (1898–1899)
- Budynek fundacji Fränkla przy ul. Ofiar Oświęcimskich[1]
- Budynek fundacji Heimannów przy ul. Gdańskiej (1881–1884)
- Szpital dziecięcy św. Anny przy ul. Glinianej
- Pawilony dla zwierząt w ogrodzie zoologicznym

Poza Wrocławiem:
- Synagoga w Kłodzku (1884–1885)

## Literatura
- Encyklopedia Wrocławia. Wrocław: Wydawnictwo Dolnośląskie, 2006, s. 249-250.
- Rafał Eysymontt, Jerzy Ilkosz, Agnieszka Tomaszewicz, Jadwiga Urbanik (red.): Leksykon architektury Wrocławia. Wrocław: Via Nova, 2011, s. 975.